# Tammukkajärvi (Jukkasjärvi socken, Lappland, 754234-170032)
Tammukkajärvi är en sjö i Kiruna kommun i Lappland och ingår i Torneälvens huvudavrinningsområde.